# Hebron, Wisconsin
Hebron är en ort i Jefferson County i delstaten Wisconsin, USA.